# Gillian McCain
Pour les articles homonymes, voir McCain.
Œuvres principales
- Please Kill Me : L’histoire non censurée du punk racontée par ses acteurs (avec Legs McNeil) (essai, 1996)

Gillian McCain (née le 1er janvier 1966) est une poétesse, autrice et collectionneuse de photographies canadienne, surtout connue pour son livre Please Kill Me : L’histoire non censurée du punk racontée par ses acteurs, qu'elle a co-écrit avec Legs McNeil. McCain est l'auteur de deux recueils de poèmes : Tilt et Religion. Certaines parties de sa collection de "photos trouvées" ont été présentées dans des magazines, publiées sous forme de livres à tirage limité et exposées à la galerie du Camera Club de New York. Elle a siégé au conseil d'administration du Nova Scotia College of Art and Design à Halifax et a été présidente du conseil d'administration du Poetry Project de Saint Mark's Church, à New York,.

## Formation et vie privée
McCain est née à Bath dans le Nouveau-Brunswick (Canada). Elle a fréquenté l'Université de King's College à Halifax, en Nouvelle-Écosse, où elle a obtenu une licence en littérature. En 1987, elle s'installe à New York où elle obtient une maîtrise en littérature à l'université de New York en 1990,. En 1988, McCain a étudié dans le cadre du programme d'été de l'Institut Naropa.
Elle a été engagée par le Poetry Project de Saint Mark's Church, où elle a été coordinatrice du programme (1991-1994), rédactrice en chef de la newsletter (1994-1995) et a édité quatre numéros du magazine littéraire Milk. En 1991, elle a fondé la série Friday Night, un événement hebdomadaire qui présente de la poésie, de la fiction, des essais, des lectures thématiques, des hommages, des conférences, des performances artistiques et de la musique. En quatre ans, elle a fait venir plus de quatre cents artistes. La série se poursuit à ce jour. Depuis 1995, elle se consacre à plein temps à l'écriture.
En 2002, McCain a épousé James Marshall, un écrivain qu'elle a rencontré au Poetry Project.

## Œuvre

### Essais

#### Please Kill Me: L’histoire non censurée du punk racontée par ses acteurs
En 1996, Grove Press a publié Please Kill Me : L’histoire non censurée du punk racontée par ses acteurs ((en) Please Kill Me: The Uncensored Oral History of Punk), que McCain a co-écrit avec Legs McNeil. Composé d'extraits de centaines d'interviews, Please Kill Me présente un point de vue unique sur une période instable et complexe de l'histoire américaine. Le livre couvre les débuts de la période punk, depuis Velvet Underground jusqu'à l'ascension et la chute des icônes punk comme Iggy Pop, Ramones, et bien d'autres.
Please Kill Me a été un succès immédiat et est devenu depuis un livre culte qui a inspiré une nouvelle vague "d'histoires orales" sur la musique. Lors de sa première édition en 1996, Please Kill Me a été classé dans le top 10 des livres de l'année par Time Out et Daily News. Le Time Out New York a affirmé dans sa critique que l'ouvrage "se classe parmi les meilleurs livres de Rock 'n' roll de tous les temps". Des extraits du livre ont été publiés dans Vanity Fair à l'occasion de sa sortie. Il a depuis été traduit dans une douzaine de langues. En France, il a été publié en 2006 par les Éditions Allia, dans une traduction d'Héloïse Esquié.
Please Kill Me a été adapté au théâtre par le metteur en scène français Mathieu Bauer. La "comédie musicale punk" a été écrite en 2011 et a depuis été présentée en tournée dans toute la France par le Nouveau théâtre de Montreuil.

#### Dear Nobody: The True Diary of Mary Rose

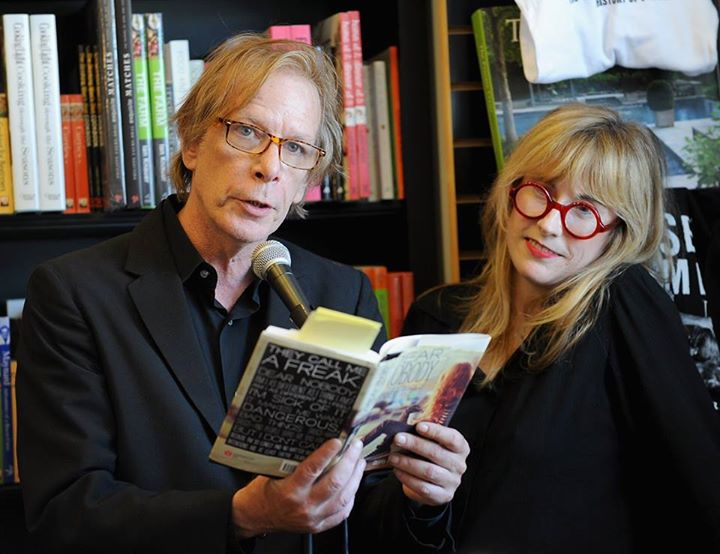
Legs McNeil et Gillian McCain lors d'une lecture publique de Dear Nobody à la librairie Book Soup (Los Angeles) en 2014

En 2014, McCain et McNeil ont de nouveau collaboré sur Dear Nobody : The True Diary of Mary Rose, un recueil d'extraits de journal écrits par une adolescente pennsylvanienne de 17 ans qui souffrait de toxicomanie, d'alcoolisme et de fibrose kystique. Publisher's Weekly a décrit le livre comme étant "un documentaire rare et cru sur la vie d'une adolescente américaine, écrit pour personne d'autre qu'elle-même". Dear Nobody a été reçu favorablement par la critique et a été salué comme une version plus authentique de l'histoire fictive racontée dans le roman L'Herbe bleue de Beatrice Sparks. McCain et la mère de Mary Rose ont été interviewées en 2014 dans l'émission de radio Leonard Lopate Show sur WNYC-FM.

### Poésie
D'abord intriguée par la poésie en vers libres, Gillian McCain s'est finalement intéressée à la poésie en prose tandis qu'elle étudiait avec le poète Larry Fagin. McCain a publié son premier recueil, Tilt, en 1996, dans lequel elle réfléchit à l'impact que la New York School of poetry, ainsi qu'une vie quotidienne chaotique et intense, ont eu sur elle,. Tilt a été salué pour son « style bavard et détaché ». Selon le poète John Ashbery, « les poèmes de Gillian McCain sont comme des télégrammes urgents venant de la porte d'à côté, ou des instantanés, cadrés de manière bizarre mais géniale, d'une vie qui passe ». L'écrivain et poète Harry Mathews a qualifié ce recueil de « brillant recueil de poèmes en prose ».
McCain a publié en 1999 un autre recueil de poésie, Religion, qui a été très bien accueilli. « Son œuvre met en scène l'immédiateté de la New York School, le côté « j'ai fait ça puis ça », mais la sape par l'emploi d'une distance ironique qui entraîne l'effondrement de la foi naïve dans l'immédiat comme source de valeur », a déclaré le poète Mark Wallace dans un article de la newsletter du Poetry Project.
Pour écrire sa poésie, McCain s'inspire d'une multitude de sources provenant de la vie quotidienne, y compris de conversations entendues, de phrases tirées de livres, de magazines et de journaux. Elle dit qu'écrire de la poésie ressemble à une « chasse au trésor ». L'Encyclopédie des poètes de la New York School la décrit ainsi : « En tant que poète, elle écrit une prose qui parvient à être à la fois ludique et tout à fait sérieuse dans sa critique des formes de la société contemporaine et des formes d'opposition à la société que les lecteurs de la poésie de la New York School pourraient prendre pour acquis un peu trop facilement. »

## Photographie

### Help Me: Found Photos from the Collection of Gillian McCain
En 2010, Gillian McCain a travaillé comme co-conservatrice (avec l'artiste Megan Cump) sur une sélection de "photographies trouvées" de sa collection. Intitulées "HELP ME", les photographies ont été exposées à la galerie du Camera Club de New York. Oubliées, jetées, orphelines, perdues, volées, achetées, découvertes ou trouvées, les images de "HELP ME" ont été sélectionnées dans la vaste collection de photographies de McCain, dans des formats incluant des ferrotypes, des formats cabinet, des Polaroids et des instantanés. Dans The New Yorker, l'expert en photographie Vince Aletti a qualifié l'exposition "d'exaltante", déclarant : "Des images de fusils, de costumes et de blessures apparaissent à plusieurs reprises, mais il n'y a pas de véritable thème, seulement beaucoup de bizarreries et d'inspiration". L'exposition "HELP ME" a également été présentée dans le numéro de décembre 2010 du magazine français Photo. Un livre au tirage limité, aussi intitulé "HELP ME", a été publié en même temps que l'exposition.

### Fifty Fotos Found by Fang With Text by The Hound
Toujours en 2010, McCain a collaboré avec son mari James "The Hound" Marshall (lui aussi auteur) sur l'ouvrage intitulé Fifty Fotos Found by Fang With Text by The Hound ("Cinquante photos trouvées par Fang avec des textes de The Hound"). Le livre présente des photos trouvées accompagnées de descriptions rédigées par Marshall et de commentaires de lecteurs du site web de celui-ci, où les photos ont été initialement publiées. "Fang" ("Croc") et "The Hound" ("Le Limier") sont les surnoms de McCain et Marshall. L'écrivain Joe Bonomo, sur son blog No Such Thing As Was, dit du livre : "Dans Fifty Fotos Found, il y a de l'amour jeune, de l'amour vieux, de l'amour douteux, de la boisson, de la vie militaire, des clochards et des piliers de bar, des affiches de nus sur les murs, des maquereaux peut-être, des fêtes, des adolescents, des chambres à coucher et des sous-sols, une généreuse tranche de vie mise en scène par de mystérieux étrangers surpris pour l'éternité à faire des choses étranges, ou des choses si ordinaires qu'elles en deviennent étranges. Ouvrez grand les yeux ou vous risqueriez de manquer quelque chose".
La collection de photos trouvées de McCain a également été présentée dans le numéro de 2014 de la Columbia Poetry Review. Un article intitulé "Sleepwalking: Photographs from the Collection of Gillian McCain" a été publié dans le numéro 14 du magazine Lid en 2012.